# Pronunciamiento (Argentine)
Pour les articles homonymes, voir Pronunciamiento.
Pronunciamiento est une localité rurale argentine située dans le département d'Uruguay et dans la province d'Entre Ríos.

## Histoire
En 1898, Juan José de Urquiza, fils du général Justo José de Urquiza, a inscrit les terres dont il avait hérité au registre de la propriété (parcelle n° 6), après le décès de sa mère Dolores Costa de Urquiza, dans lesquelles se trouvait le terrain de Villa María Luisa. Le nom a été donné en l'honneur de l'épouse de Juan José de Urquiza, María Luisa De La Serna, et une urbanisation planifiée a été réalisée avec un tracé assez particulier avec des rues diagonales. Une fois le début du village effectué, les premiers colons ont acquis 4 blocs complets sur les 24 que compte ce village. Quelques années après la mort de Juan José de Urquiza, la vente de terres s'est arrêtée, peut-être en raison de la faible demande des acheteurs, qui préféraient s'installer sur des terrains plus grands permettant le développement d'activités agricoles.
Sur une période de 50 ans, ces 20 blocs sont devenus un no man's land et ont commencé à être appelés fisco. Les gens se sont installés partout et ont pris pour eux les terres qu'ils jugeaient nécessaires ; de nombreux colons sont nés, ont vécu et sont morts sans savoir qu'ils se trouvaient sur les contours d'une ville. La vérité est que le soi-disant Fisco avait des propriétaires et qu'ils étaient les héritiers légitimes, la fille du fondateur, María Luisa de Urquiza de González Castaño et María Enriqueta de Urquiza de Villa Sáenz Peña.
Des années plus tard (1907), la pose du réseau ferroviaire a signifié un pas transcendantal pour le développement de la zone, à partir de ce moment, l'arrivée de colons des colonies voisines a commencé rapidement ; et cette gare a été appelée Gare de Pronunciamiento en hommage au Pronunciamiento d'Urquiza en 1851, marquant le début de la fin du gouvernement de Juan Manuel de Rosas, et après la bataille de Caseros, un grand pas vers l'organisation de la République et la sanction de la Constitution.

## Éducation
- École no 13 Diego Fernández Espiro.
- E.P.N.M no 6 Fraternidad (ex 74), L'école Fraternidad a un cycle de base commun, qui comprend la 1re, 2e et 3e année et un cycle orienté, qui a été choisi en fonction des besoins de la localité, sous la modalité de « bachelor en économie et administration », qui comprend la 4e, 5e et 6e année du cycle orienté.